# Футбол на Середземноморських іграх
Футбольний турнір на Середземноморських іграх проводиться серед чоловіків з першого розіграшу ігор у 1951 році. З 1991 року національні збірні не допускаються, тому турнірі беруть участь олімпійські, молодіжні або резервні команди.

## Призери
| 1951 Деталі | Александрія      | Греція                                   | не проводився                            | Єгипет                                   | Сирія     |                  | Було 3 учасники               |
| 1955 Деталі | Барселона        | Єгипет                                   | не проводився                            | Іспанія                                  | Франція   | не проводився    | Сирія                         |
| 1959 Деталі | Бейрут           | Італія                                   | не проводився                            | Туреччина                                | Ліван     |                  | Було 3 учасники               |
| 1963 Деталі | Неаполь          | Італія                                   | 3 − 0                                    | Туреччина                                | Іспанія   | 2 − 1            | Марокко                       |
| 1967 Деталі | Туніс            | Франція / Італія · Спільна золота медаль | Франція / Італія · Спільна золота медаль | Франція / Італія · Спільна золота медаль | Іспанія   | 2 − 1            | Туреччина                     |
| 1971 Деталі | Ізмір            | Югославія                                | 1 − 0                                    | Туніс                                    | Туреччина | 1 − 0 д.ч.       | Об'єднана Арабська Республіка |
| 1975 Деталі | Алжир            | Алжир                                    | 3 − 2 д.ч.                               | Франція                                  | Туніс     | 1 − 1 (пен. 4−3) | Марокко                       |
| 1979 Деталі | Спліт            | Югославія                                | 3 − 0                                    | Франція                                  | Алжир     | 2 − 1            | Греція                        |
| 1983 Деталі | Касабланка       | Марокко                                  | 3 − 0                                    | Туреччина                                | Єгипет    | 0 − 0 (пен. 5−2) | Франція                       |
| 1987 Деталі | Латакія          | Сирія                                    | 2 − 1                                    | Франція                                  | Туреччина | 1 − 0 д.ч.       | Греція                        |
| 1991 Деталі | Афіни            | Греція                                   | 3 − 1                                    | Туреччина                                | Марокко   | 3 − 2            | Югославія                     |
| 1993 Деталі | Лангедок-Русійон | Туреччина                                | 2 − 0                                    | Алжир                                    | Франція   | 2 − 1            | Італія                        |
| 1997 Деталі | Барі             | Італія                                   | 5 − 1                                    | Туреччина                                | Греція    | 1 − 0            | Іспанія                       |
| 2001 Деталі | Туніс            | Туніс                                    | 1 − 0                                    | Італія                                   | Франція   | 2 − 0            | Туреччина                     |
| 2005 Деталі | Альмерія         | Іспанія                                  | 1 − 0                                    | Туреччина                                | Ліван     | 1 − 1 (пен. 4−3) | Марокко                       |
| 2009 Деталі | Пескара          | Іспанія                                  | 2 − 1                                    | Італія                                   | Ліван     | 0 − 0 (пен. 8−7) | Франція                       |
| 2013 Деталі | Мерсін           | Марокко                                  | 2 – 2 (пен. 3–2)                         | Туреччина                                | Туніс     | 4 – 0            | Ліван                         |
| 2018 Деталі | Таррагона        | Іспанія                                  | 3 – 2                                    | Італія                                   | Марокко   | 0 – 0 (пен. 7–6) | Греція                        |
| 2022 Деталі | Оран             |                                          |                                          |                                          |           |                  |                               |

↑  Турнір проходив за коловою системою без фіналу.